# Юйцзюлюй Хулюй
Юйцзюлюй Хулюй (кит. упр. 郁久閭斛律, пиньинь Yùjiǔlǘ Húlǜ, тронное имя: Айкугай Хан (藹苦蓋可汗)) — второй каган жужаней с 410 года по 414 год н. э.

## Правление
Власть принял после смерти старшего брата Шэлуня. Правление начал с войн с небольшими степными племенами: покорил Хэвэй и Йегу (енисейские кыргызы) на севере нынешней Монголии, на востоке он захватил аймак Пиличэнь. В 411 году часть жужаней, под руководством Юэхоу и Додиганя, откололась от орды и ушли к Вэй. Это обстоятельство заставило Хулюя на некоторое время приостановить походы и жить мирно. В 414 году он заключил союз с Фэн Ба (правителем государства Северная Янь). Фэн Ба желал брака с дочерью Хулюя, но родство с северояньским правителем не обрадовало жужаньскую верхушку. Племянник кагана Булучжень стал говорить, что невесте ещё мало лет для брака, до Янь ехать далеко, на чужбине она будет тосковать, поэтому с ней нужно отправить дочерей князей Шулия и Удияня. Когда Хулюй отверг эти предложения, Булучжэнь сказал Шули, что каган собирается отдать его дочь в Янь как приданое. Шули окружил юрту кагана преданными воинами и ночью Хулюй был схвачен, а позже вместе с дочерью отпущен к своему союзнику Фэн Ба, который не только принял свергнутого кагана, но и объявил его князем.
Тем временем, в каганате борьба за власть окончилась. Шули объявил Булучжэня каганом, но фактически сосредоточил власть в своих руках. Булучжень, вступив в любовную связь с младшей женой князя Чилохоу, узнал от неё, что Чилохоу уже готов его свергнуть и поставить каганом Датаня, внука младшего дяди первого кагана Шэлуня. Булучжэнь собрал 8 000 воинов и окружил ставку Чилохоу, который покончил с собой. После этого, узурпатор напал на Датаня, но был разбит, схвачен и удушен, вместе с ним погиб его друг Шэба, сын первого кагана Шэлуня. После смерти Булучжэня новым, третьим по счёту каганом стал Юйцзюлюй Датань (кит. упр. 郁久閭大檀, пиньинь Yùjiǔlǘ Dàtán)